# 坦帕灣反叛足球俱樂部
坦帕灣反叛（英語：Tampa Bay Mutiny）是一支位於美國佛羅里達州坦帕的職業足球隊，是美國職業足球大聯盟（MLS）的創始成員之一，並於1996年至2001年期間參賽。主場比賽在坦帕體育場進行，然後轉移到雷蒙詹姆斯體育場。
反叛隊成立於1994年，在初期的比賽中表現出色贏得首屆支持者之盾冠軍，隊中擁有MLS最有價值球員卡洛斯·巴尔德拉马和高效前鋒羅伊·拉西特（Roy Lassiter），後者在1996年打入的27個進球保持MLS單季紀錄直到2018年。可是在隨後幾年觀眾人數和收入的下降，以及在其第二個主場雷蒙詹姆斯體育場的租約取消影響比賽日收入來源。MLS試圖尋找當地團體接管球隊運營但未能成功，反叛隊和聯盟的另一支位於佛羅里達州球隊邁阿密融合在2002年賽季之前被解散。

## 歷史
在1994年，新成立的美國職業足球大聯盟宣布將在坦帕灣區設立一個特許特許經營權。由於坦帕灣羅迪隊（Tampa Bay Rowdies）在1970年代和1980年代的舊北美足球聯賽中的成功，該地區被視為足球運動的潛在市場。在1996年反叛隊首度在MLS登場，雖然反叛隊與羅迪隊特許經營權沒有直接聯繫，但反叛隊偶爾會通過穿著綠色和金色的球衣來向其前身致敬，曾經在同一件球衣上穿著反叛隊和羅迪隊的標誌。
反叛隊由美國職業足球大聯盟擁有和運營，還有另外兩支球隊，達拉斯燃燒和聖荷西衝突，聯盟希望將這些特許經營權出售給當地私人擁有者 。球隊在1995年成功簽下星級球員，包括卡洛斯·巴尔德拉马、羅伊·拉西特（Roy Lassiter）和馬丁·巴斯克斯（Martín Vásquez）。他們在前兩年表現出色，特別是在1996年，當時以最佳常規賽成績贏得首個支持者之盾
。
在1996年4月13日，反叛隊在首场比赛中对阵新英格兰革命以3–2获胜。在经理托马斯·朗根（Thomas Rongen）和罗伊·拉西特（Roy Lassiter）的带领下，后者在赛季中打入创纪录的27个进球，反叛隊以20–12的最佳战绩获得联赛冠军。在季后赛中击败哥倫布機員，但在决赛中输给了最终冠军华盛顿特区联。
在1999年，反叛隊重新簽回巴尔德拉马，儘管如此他們仍然面臨困難，在季後賽第一輪被哥倫布船員隊橫掃，儘管戰績不佳但仍然成功晉級季後賽。在2000年賽季，反叛隊在開局不佳後反彈，最終以16勝12負4和的戰績結束賽季。然而在季後賽第一輪被洛杉磯銀河橫掃。在2001年，蒂姆·漢金森（Tim Hankinson）被解僱，但接任的阿方索·蒙德洛（Alfonso Mondelo）和佩里·范德貝克（Perry Van der Beck）也未能改善困境。蒙德洛在賽季中被解僱，兩位教練都無法挽救這支陷入困境的球隊。在9月4日，反叛隊以1比2輸給哥倫布機員，這將是他們的最後一場比賽，他們在整個賽季中僅取得四場勝利和兩場平局，錄得21場失利。
坦帕市於1998年拆除坦帕體育場，而反叛隊在1999年賽季搬到雷蒙詹姆斯體育場，但租約條件大為不利。俱樂部受到觀眾人數下降和低收入的困擾，而這些問題因為租約協議將大部分比賽日收入轉移給坦帕灣海盜而加劇，導致無法確保當地擁有權集團。在2001年，反叛隊在MLS中獲得最差戰績，賽季中僅贏得四場比賽，二十七場比賽的平均上座人數低於11,000，為聯盟中最低的數字之一。面對每年高達200萬美元財務損失，MLS向馬爾科姆·格雷澤及其家族（國家橄欖球聯盟球隊坦帕灣海盜的擁有者）尋求購買反叛隊的可能性。格雷澤家族曾考慮這筆交易但最終拒絕，導致聯盟沒有潛在擁有者願意接手該隊。MLS於2002年解散反叛隊以及其另一支位於佛羅里達州的球隊邁阿密融合。格雷澤家族最終在2005年收購英超豪門曼徹斯特聯足球俱樂部。

## 外部連結
- 官方網站（存檔於2001年12月2日）
- 坦帕灣反叛足球會於聖彼得堡時報 （页面存档备份，存于）
- BigSoccer.Com：中佛羅里達超級主題（第2部分）
- SportsEcyclopedia.Com：坦帕灣反叛足球會（1996–2001） （页面存档备份，存于）